# FCGR1A
High affinity immunoglobulin gamma Fc receptor I là protein ở người được mã hóa bởi gen FCGR1A.

## Tương tác
FCGR1A có khả năng tương tác với FCAR. FcgRI liên kết với phần Fc của IgG khiến kích thích tế bào chủ thông qua một motif ITAM liên bào.